# گرمابه حسین‌آباد
گرمابه حسین‌آباد مربوط به دوره قاجار است و در شهرستان تاکستان، روستای حسین‌آباد واقع شده و این اثر در تاریخ ۱۹ مرداد ۱۳۸۴ با شمارهٔ ثبت ۱۲۸۸۵ به‌عنوان یکی از آثار ملی ایران به ثبت رسیده است.